# Субаугуста (станция метро)
Субаугуста — станция линии А римского метрополитена. Открыта в 1980 году.

## Окрестности и достопримечательности
Вблизи станции расположены:
- Виа Тусколана
- X Муниципалитет Рима
- Виале Пальмиро Тольятти
- Институто Луче

## Наземный транспорт
Автобусы: 213, 451, 502, 520, 548, 557, 558, 559, 590, 789.